# Russula obscura
Russula obscura é um fungo que pertence ao gênero de cogumelos Russula na ordem Russulales.